# Seznam národních hřbitovů a pohřebišť
Tento seznam zahrnuje národní hřbitovy a pohřebiště jednotlivých států, která slouží k pochovávání hlav států a dalších významných občanů.

## Evropa

### Česko
- Vyšehradský hřbitov

### Slovensko
- Národný cintorín

### Francie
- Pantheon (Paříž)

### Španělsko
- Královská hrobka kláštera El Escorial

### Rusko
- Hřbitov u Kremelské zdi

## Asie

### Izrael
- Herzlova hora

## Severní Amerika

### Spojené státy americké
- Arlingtonský národní hřbitov